# Église Saint-Quentin de Contrisson
L'église Saint-Quentin est une église catholique située à Contrisson, en France.

## Localisation
L'église est située dans le département français de la Meuse, sur la commune de Contrisson.

## Description

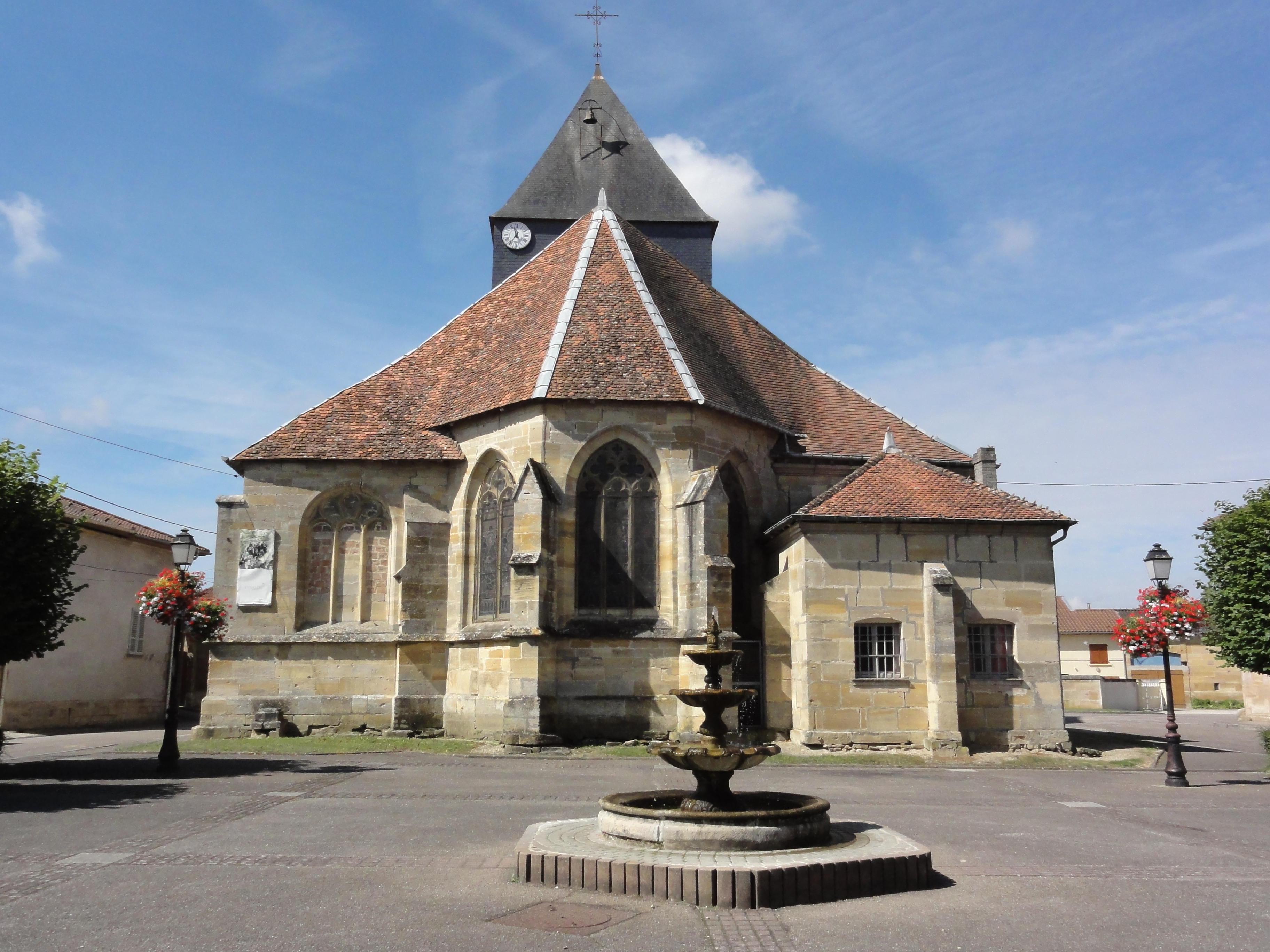
Côté est.
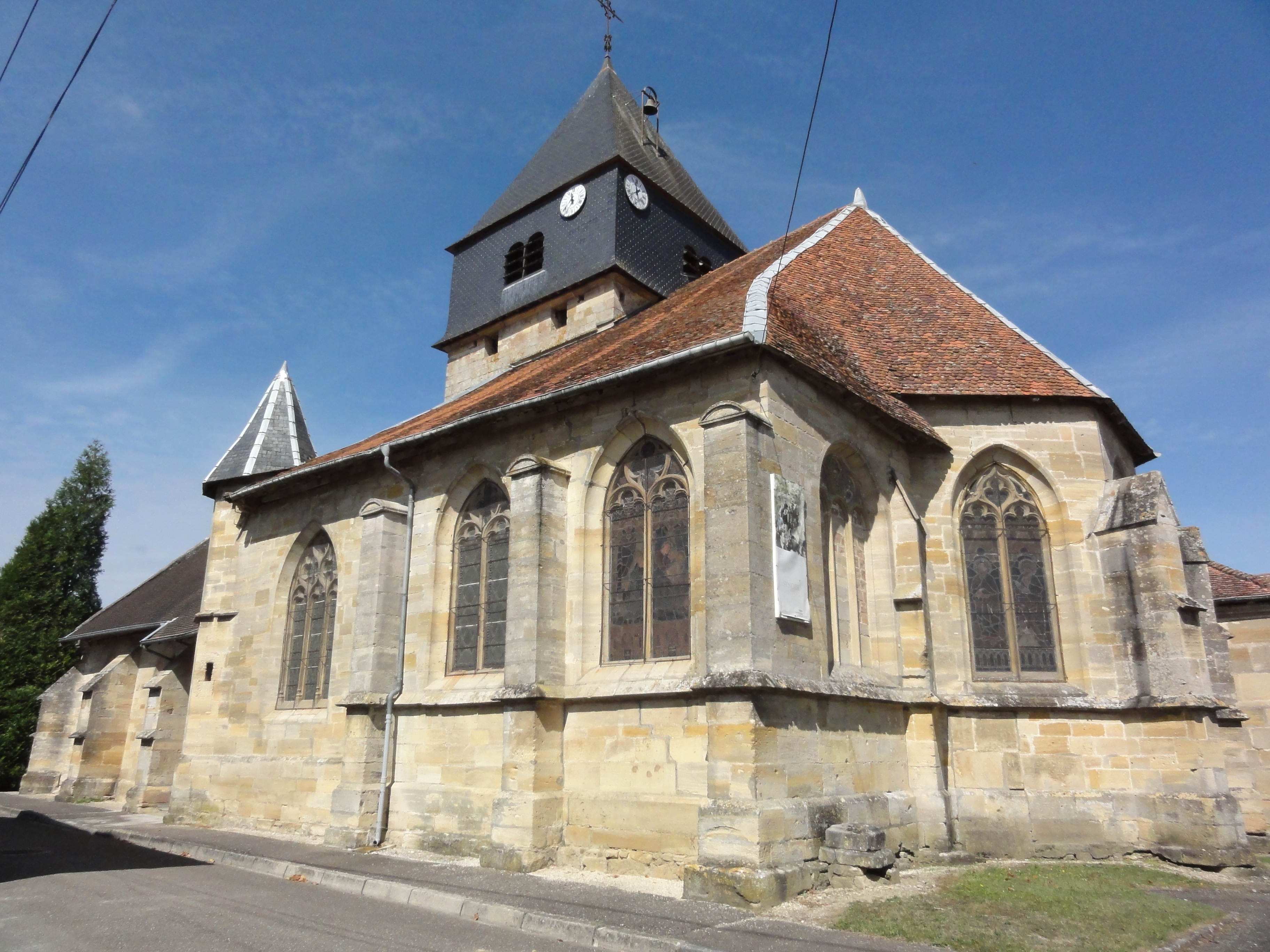
Côté sud-est.

## Historique
L'édifice est classé au titre des monuments historiques en 1990.